# Perro de Carolina
El perro de Carolina, dingo de Dixie o dingo americano, es una raza o tipo de selección natural de perro, que fue encontrada viviendo como perro silvestre por el Dr. I. Lehr Brisbin. 

## Descubrimiento
El ecologista I. Lehr Brisbin trabajaba a comienzos de la década de 1970 detectando rastros de radioactividad en los animales en los alrededores de la planta de energía nuclear de Savannah River, cuando se interesó por los perros callejeros y decidió ir a la perrera, donde para sorpresa encontró varios perros parecidos cuya apariencia asoció con el dingo de Australia. Después encontró en el campo perros silvestres y descubrió que había muchos canes más con este mismo aspecto: cuerpos altos y largos, pelaje color jengibre con la parte  inferior blanca, cola en forma de anzuelo, orejas altas y erguidas, bordes de los ojos negros y pies prensiles. No podían ser perros domésticos abandonados que se volvieron salvajes, puesto que eran todos del mismo fenotipo, no ladraban y presentaban la misma vocalización. Consideró entonces que había encontrado un animal no descrito hasta entonces.

## Comportamiento
Las manadas silvestres ejecutan una formación en forma de serpiente para acechar y capturar la presa. Usan la parte inferior blanca de la cola para marcar partes concretas una vez que han situado la presa. Las hembras cavan madrigueras elaboradas, en  tanto que una hembra alfa se reserva la parte baja de la cuenca. También cavan pequeños agujeros en otoño.
La madurez sexual es temprana y presentan tres períodos anuales de celo, a veces cuatro.
Con los humanos son reservados, cautelosos y evasivos con respecto a los desconocidos, son cariñosos con quienes conviven aunque limitan su búsqueda de afecto.

## Variedades
- Ginger: crema o anteado (beige) a rojizo brillante; patas y punta de la cola blancas. Algunos presentan máscara oscura.[4] Es la variedad más común.
- Piebald: blanco y negro con manchas canela o bronce.[5]
- Black: negro con pequeños puntos blancos.[5]
- Black and Tan: rojizo mate a negro brillante con manchas canela o broce y marcas blancas.[4]

## Origen

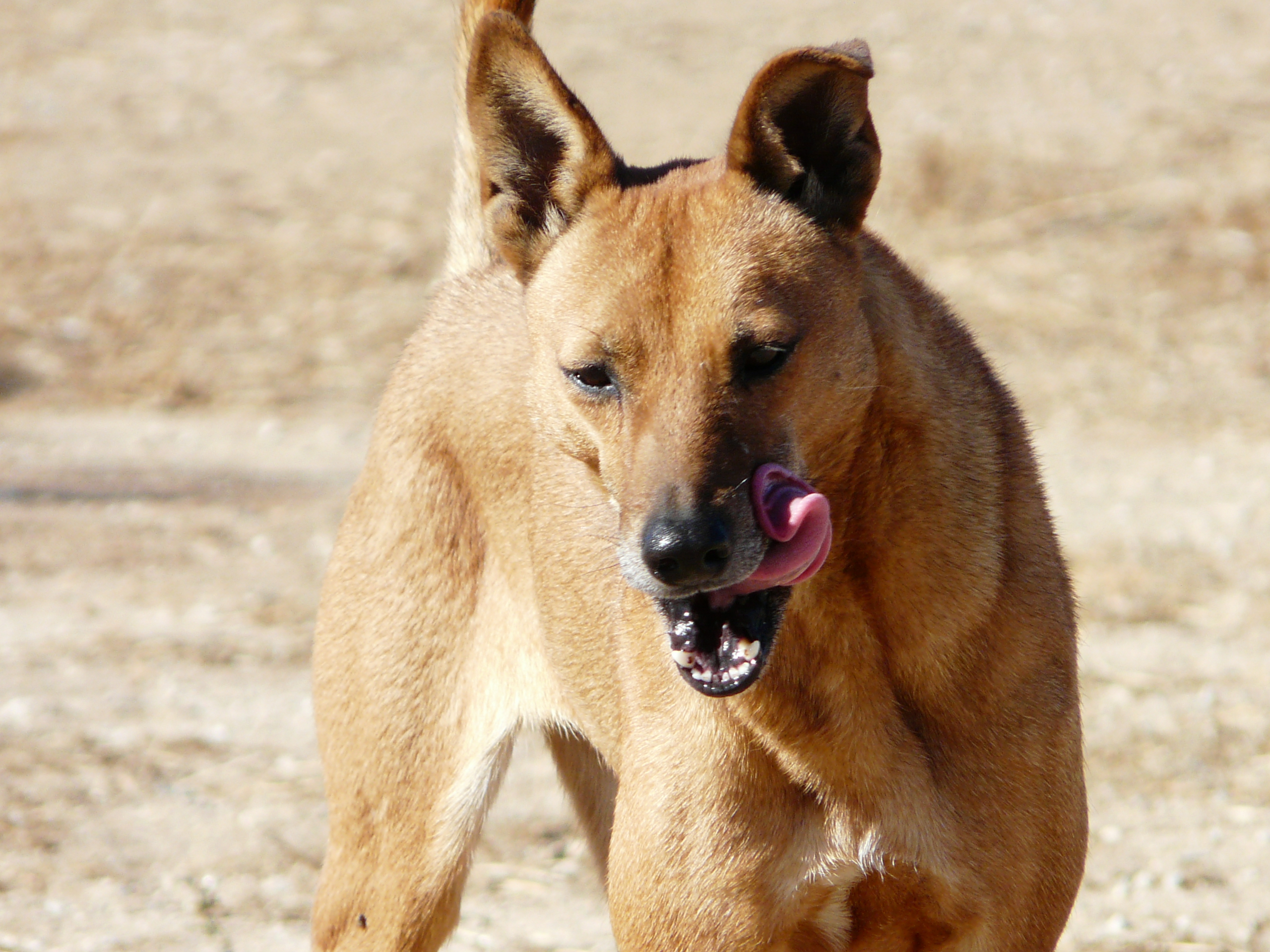
Perro de Carolina variedad Ginger

Estudios preliminares del ADN de los perros de Carolina han dado algunos resultados. Si fueran descendientes de múltiples cruces al azar de perros abandonados, sus patrones de ADN estaría bien distribuidos en todo el árbol de la familia canina, pero no lo están. Se sitúan en la base del árbol, donde se encuentran perros muy primitivos. El 37% de los haplotipos de ADN mitocondrial de perros de Carolina son exclusivos y emparentados con de los del Asia oriental, otros son compartidos con perros chinos o japoneses o son universales, en tanto ninguno es específicamente europeo.
Como pinturas de los nativos americanos muestran perros acompañándoles cuya apariencia se ve sorprendentemente como la del perro de Carolina, se supone que se trata de una raza presente entre los grupos humanos anteriores a la conquista europea. Esta hipótesis se ve fortalecida por el notorio parecido entre esta raza y el también silvestre perro de la Isla de Chindo o Jindo, en Corea.

## Reconocimiento

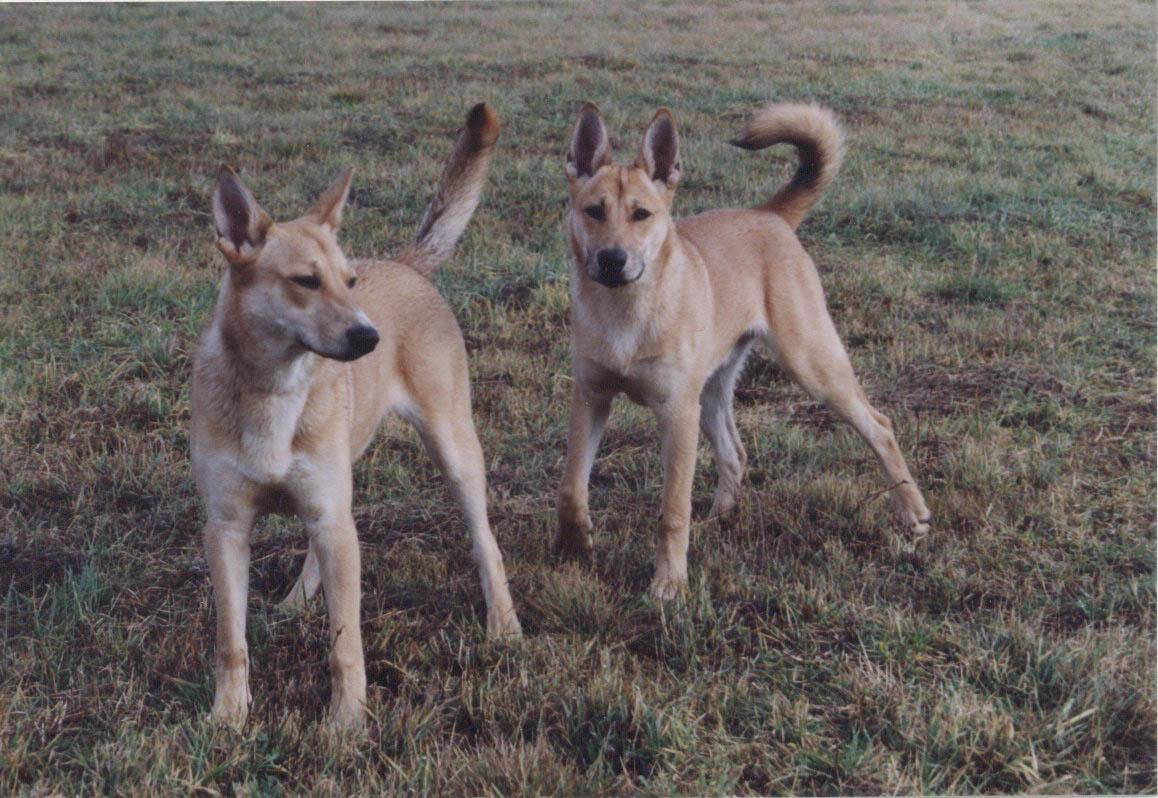
Perros de Carolina

Son ahora una raza registrada reconocida por la American Rare Breed Association y el United Kennel Club.